# DBUs Landspokalturnering 2013-2014
La DBUs Landspokalturnering 2013-2014 è stata la 60ª edizione della coppa danese. La competizione è iniziata il 28 luglio 2013 ed è terminata il 15 maggio 2014. L'Aalborg ha vinto il trofeo per la terza volta nella sua storia.

## Formula del torneo
| Turno                | Numero di incontri | Squadre  | Entrano a questo turno                                                                        |
| -------------------- | ------------------ | -------- | --------------------------------------------------------------------------------------------- |
| Primo turno          | 48                 | 108 → 60 | 15 squadre di 1. Division 31 squadre di 2. Division 48 squadre dalle qualificazioni regionali |
| Secondo turno        | 28                 | 60 → 32  | 8 squadre di Superligaen                                                                      |
| Sedicesimi di finale | 16                 | 32 → 16  | 4 squadre di Superligaen                                                                      |
| Ottavi di finale     | 8                  | 16 → 8   | –                                                                                             |
| Quarti di finale     | 4                  | 8 → 4    | –                                                                                             |
| Semifinali           | 2 + 2              | 4 → 2    | –                                                                                             |
| Finale               | 1                  | 2 → 1    | –                                                                                             |

## Primo turno
| Squadra 1       | Risultato       | Squadra 2            |
| --------------- | --------------- | -------------------- |
| 28 luglio 2013  |                 |                      |
| Rønne fB        | 2 – 3           | Avarta               |
| 6 agosto 2013   |                 |                      |
| Otterup         | 0 – 5           | Fredericia           |
| 13 agosto 2013  |                 |                      |
| Aars            | 0 – 2           | Blokhus              |
| Højslev IF      | 1 – 6           | Aalborg Chang        |
| Skagen          | 0 – 4           | Hobro                |
| Odder IGF       | 5 – 2 (dts)     | Skanderborg          |
| Silkeborg KFUM  | 3 – 4           | Mejrup               |
| Aabyhøj IF      | 0 – 1           | Viby                 |
| KRKF            | 0 – 1           | Stjernen             |
| Oure-skolerne   | 0 – 7           | Næsby                |
| Bramming        | 5 – 5 (4-3 dcr) | Fjordager            |
| Holluf Pile     | 1 – 0           | Langeskov            |
| Tarup Paarup    | 0 – 1           | Sydvest              |
| Glamsbjerg      | 2 – 5           | Marienlyst           |
| Toreby-Grænge   | 1 – 5           | Svebølle             |
| Kalundborg      | 5 – 4 (dts)     | Sydalliancen         |
| Dragør          | 0 – 3           | B 1908               |
| Avedøre         | 3 – 2           | Fremad Amager        |
| Olympia         | 0 – 6           | Hellerup             |
| Fredensborg IB  | 0 – 2           | Brønshøj             |
| Nakskov         | 0 – 3           | HB Køge              |
| 14 agosto 2013  |                 |                      |
| Hirtshals       | 0 – 7           | Vendsyssel           |
| Thisted         | 5 – 0           | Skive                |
| Ringkøbing      | 0 – 5           | Horsens              |
| Kjellerup       | 1 – 3           | Aarhus Fremad        |
| Djursland       | 4 – 3           | Skovbakken           |
| Tjørring        | 5 – 3           | Brabrand             |
| Hedensted       | 4 – 3           | Middelfart           |
| Grindsted       | 0 – 5           | Kolding B            |
| Varde           | 1 – 2           | Vejle                |
| Sønderborg      | 0 – 1           | Svendborg            |
| Haslev          | 1 – 4           | Næstved              |
| Tuse            | 1 – 2           | Nordvest             |
| Herlufsholm     | 0 – 2           | Nykøbing             |
| Skjold          | 1 – 4           | Roskilde             |
| Vallensbæk      | 2 – 0           | Søllerød-Vedbæk      |
| Allerød         | 1 – 2           | Glostrup Albertslund |
| Egedal          | 0 – 4           | Frem                 |
| BSF             | 2 – 4           | NB Bornholm          |
| Rishøj          | 1 – 3           | Hvidovre             |
| Frederiksberg   | 1 – 3           | Ledøje-Smørum        |
| B.93            | 2 – 1           | Herlev               |
| Sunred Beach    | 1 – 2           | Helsingør            |
| 15 agosto 2013  |                 |                      |
| Udfordringen    | 1 – 1 (5-4 dcr) | Virum-Sorgenfri      |
| 20 agosto 2013  |                 |                      |
| Nørrebro United | 0 – 3           | Skjold Birkerød      |
| Aarhus 1900     | 1 – 4           | Silkeborg            |
| 21 agosto 2013  |                 |                      |
| AB              | 0 – 3           | Lyngby               |

## Secondo turno
| Squadra 1            | Risultato       | Squadra 2        |
| -------------------- | --------------- | ---------------- |
| 27 agosto 2013       |                 |                  |
| NB Bornholm          | 3 – 5           | Nykøbing         |
| Aalborg Chang        | 4 – 3           | Aarhus Fremad    |
| Holluf Pile          | 0 – 9           | Vejle            |
| Odder IGF            | 1 – 4 (dts)     | Sydvest          |
| Ledøje-Smørum        | 1 – 3           | HB Køge          |
| Avedøre              | 0 – 1           | B.93             |
| Stjernen             | 1 – 6           | Aarhus           |
| 28 agosto 2013       |                 |                  |
| Mejrup               | 1 – 5           | Fredericia       |
| Vallensbæk           | 0 – 0 (5-6 dcr) | Svebølle         |
| Skjold Birkerød      | 5 – 0           | Marienlyst       |
| Avarta               | 0 – 4           | Nordvest         |
| Hedensted            | 3 – 3 (4-6 dcr) | Svendborg        |
| B 1908               | 0 – 1           | SønderjyskE      |
| Kolding B            | 0 – 5           | Hobro            |
| Blokhus              | 0 – 1           | Viborg           |
| Kalundborg           | 0 – 9           | Vestsjælland     |
| Hvidovre             | 2 – 1           | Brøndby          |
| Hellerup             | 0 – 2           | Brønshøj         |
| Frem                 | 1 – 1 (6-7 dcr) | Næstved          |
| Glostrup Albertslund | 0 – 5           | Lyngby           |
| Thisted              | 1 – 3           | Horsens          |
| Roskilde             | 1 – 2           | Helsingør        |
| 29 agosto 2013       |                 |                  |
| Vendsyssel           | 3 – 4 (dts)     | Midtjylland      |
| Silkeborg            | 0 – 2           | Aalborg          |
| 3 settembre 2013     |                 |                  |
| Bramming             | 1 – 0           | Sædding/Guldager |
| 4 settembre 2013     |                 |                  |
| Viby                 | 3 – 7 (dts)     | Djursland        |
| 10 settembre 2013    |                 |                  |
| Tjørring             | 0 – 7           | Næsby            |
| 11 settembre 2013    |                 |                  |
| Udfordringen         | 1 – 9           | Odense           |

## Terzo turno
| Squadra 1         | Risultato       | Squadra 2    |
| ----------------- | --------------- | ------------ |
| 24 settembre 2013 |                 |              |
| HB Køge           | 1 – 2           | Aalborg      |
| 25 settembre 2013 |                 |              |
| Næsby             | 0 – 2           | Nordsjælland |
| Djursland         | 2 – 4           | Midtjylland  |
| Svendborg         | 0 – 2           | Odense       |
| Bramming          | 1 – 3           | Sydvest      |
| Næstved           | 3 – 5 (dts)     | Vejle        |
| Nykøbing          | 0 – 2           | Hobro        |
| Brønshøj          | 1 – 3           | Aarhus       |
| Fredericia        | 1 – 1 (4-2 dcr) | SønderjyskE  |
| Nordvest          | 3 – 0           | Helsingør    |
| Hvidovre          | 2 – 4           | Copenaghen   |
| 26 settembre 2013 |                 |              |
| Aalborg Chang     | 1 – 7           | Esbjerg      |
| Horsens           | 1 – 0           | Randers      |
| 1º ottobre 2013   |                 |              |
| Skjold Birkerød   | 1 – 2           | Vestsjælland |
| 2 ottobre 2013    |                 |              |
| Lyngby            | 1 – 0           | Viborg       |
| 9 ottobre 2013    |                 |              |
| B.93              | 2 – 1           | Svebølle     |

## Ottavi di finale
| Squadra 1       | Risultato   | Squadra 2    |
| --------------- | ----------- | ------------ |
| 29 ottobre 2013 |             |              |
| Hobro           | 1 – 0 (dts) | Fredericia   |
| Vejle           | 2 – 1       | Vestsjælland |
| 30 ottobre 2013 |             |              |
| Sydvest         | 1 – 3       | Aalborg      |
| Nordsjælland    | 3 – 1       | Midtjylland  |
| Nordvest        | 0 – 4       | Horsens      |
| Copenaghen      | 4 – 3       | Odense       |
| 31 ottobre 2013 |             |              |
| Lyngby          | 3 – 0       | Esbjerg      |
| 6 novembre 2013 |             |              |
| B.93            | 0 – 2       | Aarhus       |

## Quarti di finale
| Squadra 1        | Risultato | Squadra 2    |
| ---------------- | --------- | ------------ |
| 18 novembre 2013 |           |              |
| Hobro            | 1 – 3     | Nordsjælland |
| 4 dicembre 2013  |           |              |
| Lyngby           | 1 – 2     | Copenaghen   |
| 26 febbraio 2014 |           |              |
| Aarhus           | 1 – 4     | Aalborg      |
| 15 marzo 2014    |           |              |
| Horsens          | 5 – 0     | Vejle        |

## Semifinali
| Squadra 1                           | Totale | Squadra 2    | Andata | Ritorno |
| ----------------------------------- | ------ | ------------ | ------ | ------- |
| 26-27 marzo 2014 / 9-10 aprile 2014 |        |              |        |         |
| Copenaghen                          | 2 – 1  | Nordsjælland | 1 – 0  | 1 – 1   |
| Horsens                             | 2 – 5  | Aalborg      | 1 – 3  | 1 – 2   |

## Finale
| Arbitro: | Jakob Kehlet |

|                                               |           |                            |
| Thelander 41’ 44’ Ahlmann 72’ Frederiksen 75’ | Marcatori | 18’ Cornelius 89’ Gíslason |